# Nonnenkloster (Unterfranken)

Lage im Landkreis Schweinfurt

Der Staatsforst Nonnenkloster ist ein 121 ha großes gemeindefreies Gebiet im unterfränkischen Landkreis Schweinfurt im Steigerwald. Das Gebiet ist komplett bewaldet.

## Lage
Der Staatsforst Nonnenkloster liegt nördlich des Berges Stollberg mit 476 m Höhe mit der Burgruine Stollburg und östlich des Berges Murrleinsnest mit 480 m Höhe mit den Resten der Ringwallanlage Nonnenkloster.

## Nachbargemeinden
|  | Gemeinde Michelau                           |
|  | Kompassrose, die auf Nachbargemeinden zeigt |
|  | Bürgerwald (Gemeindefreies Gebiet)          |